# Ginástica artística nos Jogos Pan-Americanos de 2015 - Equipes femininas
A competição por equipes feminino foi um dos eventos da ginástica artística nos Jogos Pan-Americanos de 2015. Foi disputada no Toronto Coliseum no dia 12 de julho.

## Calendário
Horário local (UTC-4).
| Data        | Horário | Fase         |
| ----------- | ------- | ------------ |
| 12 de julho | 10:45   | Subdivisão 1 |
| 12 de julho | 14:45   | Subdivisão 2 |
| 12 de julho | 19:00   | Subdivisão 3 |

## Medalhistas
|  | USA Estados Unidos                                                  |  | CAN Canadá                                                                 |  | BRA Brasil                                                                      |
|  | Madison Desch Rachel Gowey Amelia Hundley Emily Schild Megan Skaggs |  | Ellie Black Maegan Chant Madison Copiak Isabela Onyshko Victoria-Kayen Woo |  | Lorrane Oliveira Leticia Costa Flávia Saraiva Daniele Hypólito Julie Kim Sinmon |

## Resultados

### Resultado final
| Pos.              | Equipe             |            |            |            |            | Total   |
| ----------------- | ------------------ | ---------- | ---------- | ---------- | ---------- | ------- |
| Medalha de ouro   | USA Estados Unidos | 45.100 (1) | 43.700 (1) | 42.300 (1) | 42.700 (1) | 173.800 |
| Medalha de ouro   | Madison Desch      | 14.950     | 14.450     | 13.250     | 14.650     | 173.800 |
| Medalha de ouro   | Rachel Gowey       |            | 14.750     | 14.500     |            | 173.800 |
| Medalha de ouro   | Amelia Hundley     | 15.100     | 14.500     | 13.750     | 14.300     | 173.800 |
| Medalha de ouro   | Emily Schild       | 15.050     |            |            | 13.750     | 173.800 |
| Medalha de ouro   | Megan Skaggs       | 14.900     | 13.750     | 14.050     | 13.400     | 173.800 |
| Medalha de prata  | CAN Canadá         | 42.750 (4) | 41.500 (2) | 41.050 (3) | 41.200 (2) | 166.500 |
| Medalha de prata  | Ellie Black        | 14.400     | 12.950     | 14.100     | 14.200     | 166.500 |
| Medalha de prata  | Maegan Chant       | 14.250     |            | 12.850     | 13.350     | 166.500 |
| Medalha de prata  | Madison Copiak     | 13.800     | 13.800     |            |            | 166.500 |
| Medalha de prata  | Isabela Onyshko    | 14.100     | 14.300     | 13.450     | 13.600     | 166.500 |
| Medalha de prata  | Victoria-Kayen Woo |            | 13.400     | 13.500     | 13.400     | 166.500 |
| Medalha de bronze | BRA Brasil         | 43.200 (3) | 39.400 (4) | 41.600 (2) | 41.200 (2) | 165.400 |
| Medalha de bronze | Lorrane Oliveira   | 14.750     | 12.900     | 12.100     | 12.050     | 165.400 |
| Medalha de bronze | Leticia Costa      | 14.150     | 12.450     |            | 12.850     | 165.400 |
| Medalha de bronze | Flávia Saraiva     | 14.150     | 13.450     | 14.550     | 14.200     | 165.400 |
| Medalha de bronze | Daniele Hypólito   | 14.300     | 13.050     | 13.300     | 14.150     | 165.400 |
| Medalha de bronze | Julie Kim Sinmon   |            |            | 13.750     |            | 165.400 |
| 4                 | CUB Cuba           | 43.350 (2) | 38.850 (6) | 38.550 (4) | 39.050 (4) | 159.800 |
| 4                 | Mary Morffi        |            | 10.850     | 12.450     | 12.450     | 159.800 |
| 4                 | Leidys Perdomo     | 14.150     |            |            | 13.850     | 159.800 |
| 4                 | Leidys Rojas       | 14.200     | 13.050     | 12.450     | 12.750     | 159.800 |
| 4                 | Dovelis Torres     | 14.300     | 12.450     | 13.150     |            | 159.800 |
| 4                 | Marcia Videaux     | 14.850     | 13.350     | 12.950     | 11.150     | 159.800 |
| 5                 | MEX México         | 42.350 (5) | 40.600 (3) | 37.500 (6) | 38.050 (7) | 158.500 |
| 5                 | Elsa García        |            | 13.600     | 11.700     |            | 158.500 |
| 5                 | Ana Lago           | 14.300     | 13.150     | 12.750     | 13.150     | 158.500 |
| 5                 | Yanin Retiz        |            | 13.200     | 11.800     | 12.900     | 158.500 |
| 5                 | Ahtziri Sandoval   | 13.900     | 13.800     |            |            | 158.500 |
| 5                 | Amaranta Torres    | 14.150     |            | 12.950     | 12.000     | 158.500 |
| 6                 | COL Colômbia       | 41.400 (7) | 39.000 (5) | 37.400 (7) | 38.150 (6) | 155.950 |
| 6                 | Yurany Avendaño    | 13.700     | 12.000     | 12.450     | 13.300     | 155.950 |
| 6                 | Ginna Escobar      | 13.800     | 12.800     | 12.450     | 12.400     | 155.950 |
| 6                 | Lizeth Ruiz        | 13.700     |            |            | 12.450     | 155.950 |
| 6                 | Marcela Sandoval   |            | 13.200     | 12.500     | 11.950     | 155.950 |
| 6                 | Bibiana Velez      | 13.900     | 13.000     | 9.150      |            | 155.950 |
| 7                 | VEN Venezuela      | 41.550 (6) | 37.850 (7) | 38.200 (5) | 37.400 (8) | 155.000 |
| 7                 | Katriel De Sousa   | 13.650     | 11.050     | 11.050     | 12.800     | 155.000 |
| 7                 | Eliana Gonzalez    | 13.900     | 11.450     |            |            | 155.000 |
| 7                 | Jessica López      |            | 14.300     | 13.400     |            | 155.000 |
| 7                 | Paola Marquez      | 13.400     |            | 12.700     | 11.600     | 155.000 |
| 7                 | Ivet Rojas         | 14.000     | 12.100     | 12.100     | 13.000     | 155.000 |
| 8                 | ARG Argentina      | 40.650 (8) | 36.300 (8) | 37.050 (8) | 38.650 (5) | 152.650 |
| 8                 | Camila Ambrosio    | 13.600     | 12.000     | 12.400     |            | 152.650 |
| 8                 | Merlina Galera     | 13.300     |            | 12.450     | 11.700     | 152.650 |
| 8                 | Maria Stoffel      |            | 12.000     |            | 11.600     | 152.650 |
| 8                 | Ayelen Tarabini    | 13.300     | 12.300     | 12.200     | 13.800     | 152.650 |
| 8                 | Ailen Valente      | 13.750     | 12.000     | 11.750     | 13.150     | 152.650 |